# Hårig rödmyra
Hårig rödmyra (Myrmica hirsuta) är en myrart som beskrevs av Graham W. Elmes 1978. Hårig rödmyra ingår i släktet rödmyror, och familjen myror. IUCN kategoriserar arten globalt som sårbar. Enligt den finländska rödlistan är arten nära hotad i Finland. Arten är reproducerande i Sverige. Artens livsmiljö är torra och karga åsmoar. Inga underarter finns listade i Catalogue of Life.

## Bildgalleri

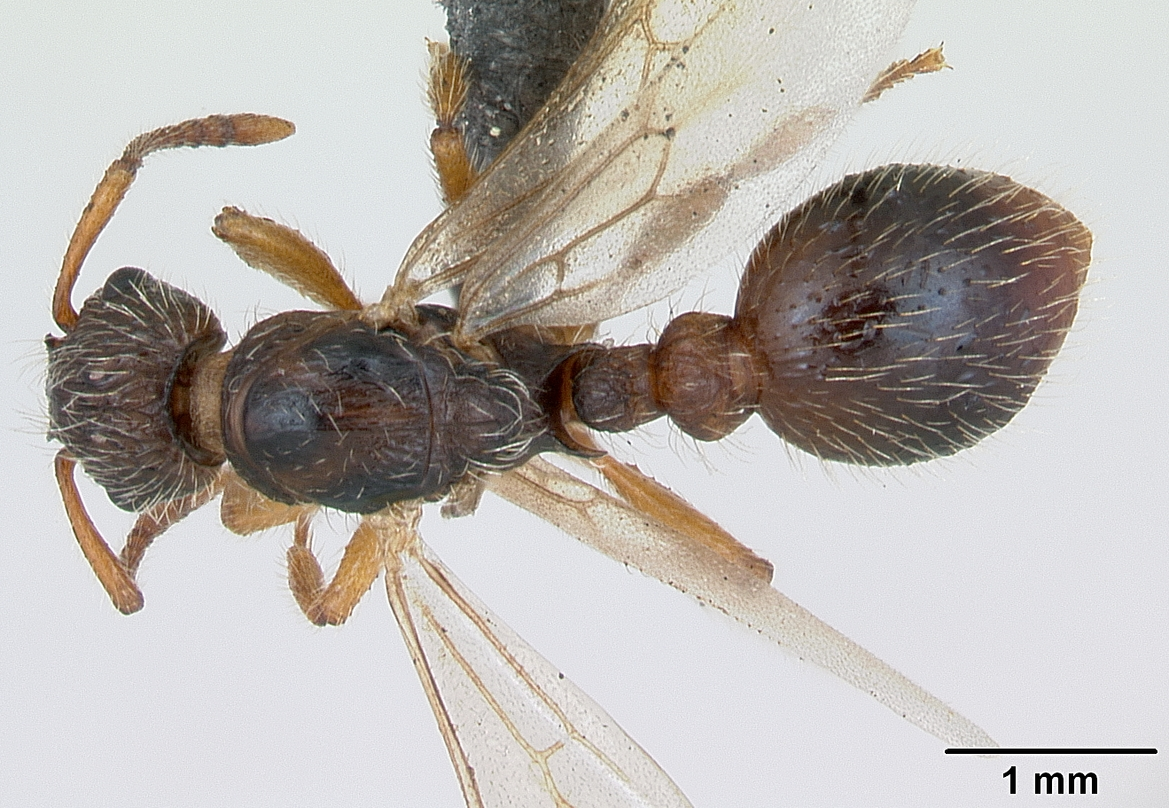
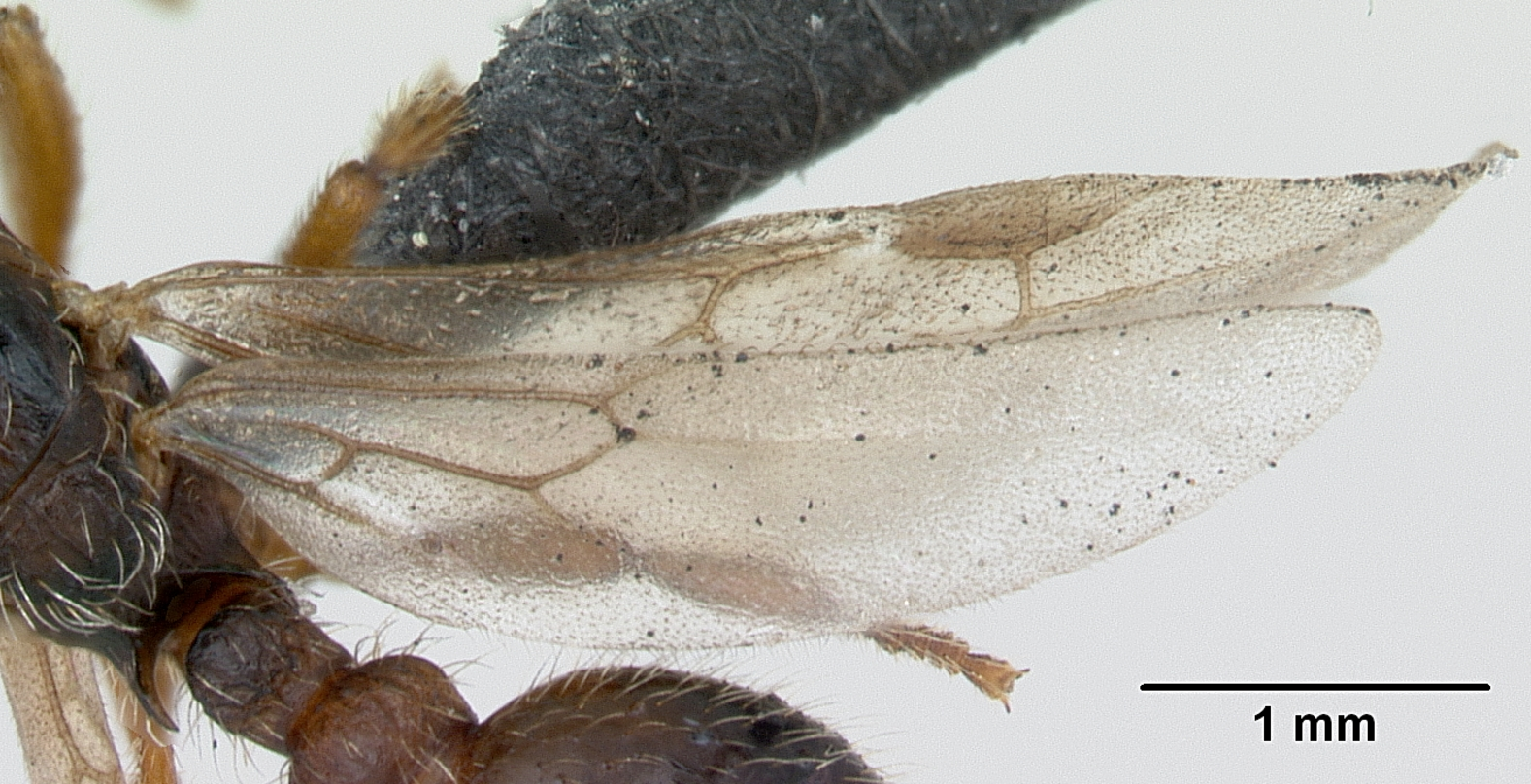
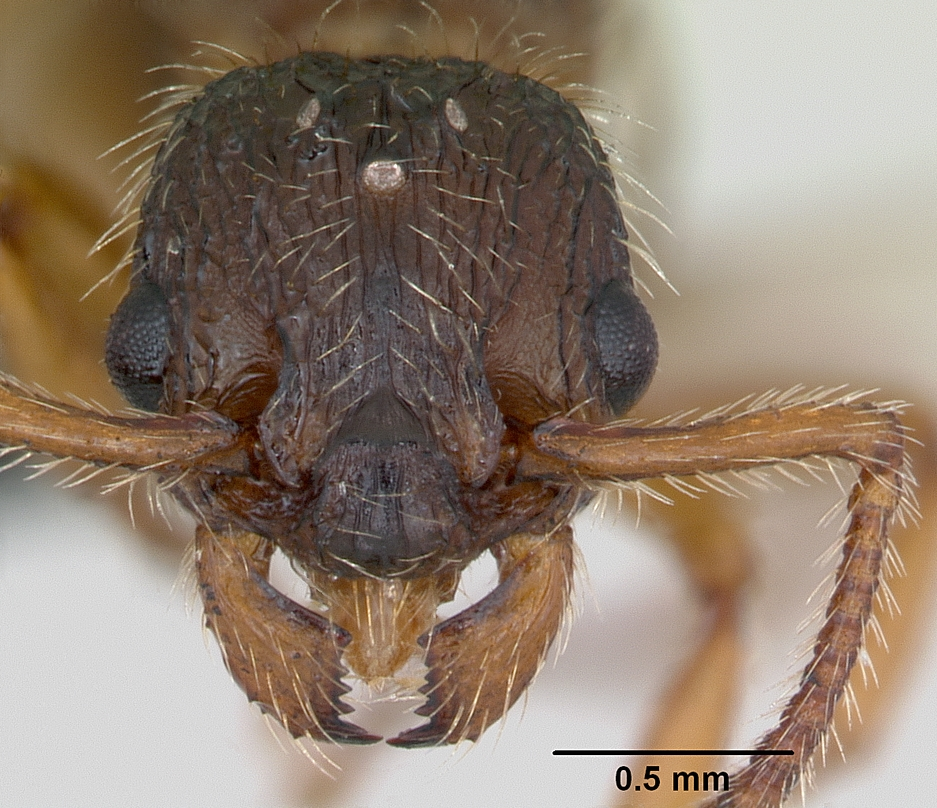
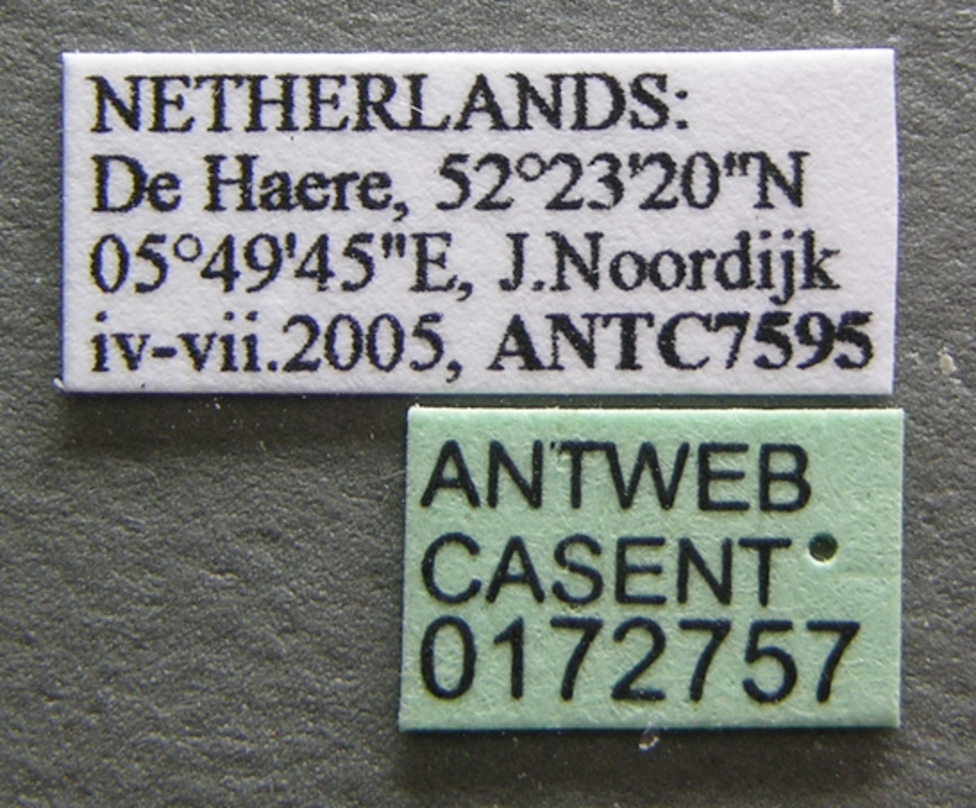
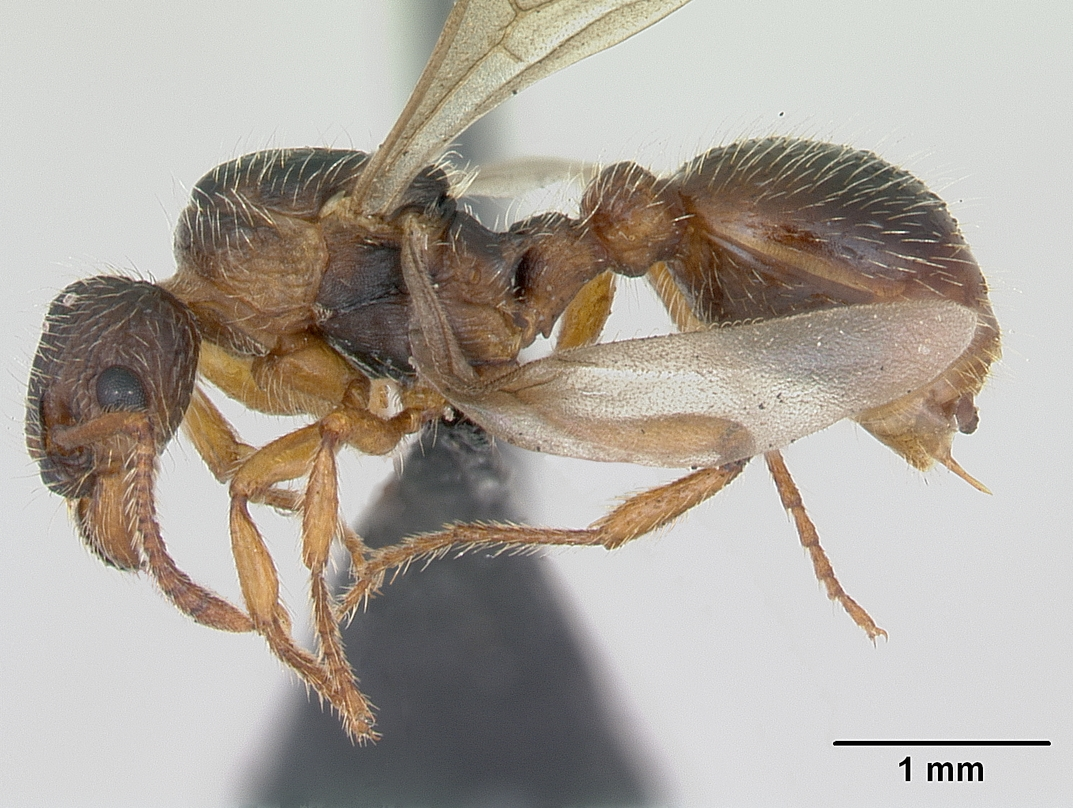